# Shahrestān di Behbahan
Lo shahrestān di Behbahan (farsi شهرستان بهبهان) è uno dei 23 shahrestān del Khūzestān, in Iran. Il capoluogo è Behbahan. Lo shahrestān è suddiviso in 4 circoscrizioni (bakhsh):
- Centrale (بخش مرکزی)
- Zeydun (بخش زیدون), con la città di Sardasht.
- Tashan (بخش تشان)